# Канай (Хобдинський район)
Кана́й (каз. Қанай) — село у складі Хобдинського району Актюбінської області Казахстану. Входить до складу Жарицького сільського округу.
Населення — 57 осіб (2021; 165 у 2009, 269 у 1999, 375 у 1989).